# John Sanford
Pour les articles homonymes, voir Sanford.
John Sanford ou John B. Sanford, de son vrai nom Julian Lawrence Shapiro, est un écrivain américain né à Harlem (New York) le 31 mai 1904 et mort le 5 mars 2003 à Montecito.

## Biographie
Son père est un immigré russe, avocat. Sa mère est née aux États-Unis de parents immigrés : sa mort en 1914 affecte profondément le jeune Julian. Après des études secondaires à l'école publique Lafayette Collège de Pennsylvanie il étudie le droit à l'Université Fordham ; il est admis au barreau en 1929. Ami d'enfance de Nathanael West, Julian Shapiro prend la décision de consacrer sa vie à l'écriture lorsque son ami lui annonce qu'il est en train d'écrire un livre.
Julian Shapiro écrit pour des magazines d'avant-garde (The New Review, Tambour, Pagany, Contact) et abandonne la profession d'avocat.L'été 1931, retiré dans une cabane dans les Adirondacks, il achève son premier roman, The Water Wheel. Lorsqu'il publie son second roman, The Old Man's Place, Nathanael West (né Weinstein) lui suggère de changer de nom. Adoptant le nom d'un protagoniste de son premier roman The Water Wheel, Julian Shapiro le fait paraitre sous le nom de plume de John B. Sanford (qui deviendra son nom légal en 1940) considérant que l'antisémitisme desservirait les ventes d'un livre écrit par un écrivain juif. The Old Man's Place lui permet d'envisager une carrière de scénariste.  Il se rend à Hollywood.
En 1936 John Sanford est engagé par Paramount Pictures et il fait la connaissance de la scénariste Marguerite Roberts. La même année il adhère au Parti communiste ; il ne reviendra jamais sur ses convictions politiques. En 1938 John Sanford et Marguerite Roberts se marient. En 1939 Marguerite Roberts signe le premier contrat d'une longue série avec la Metro-Goldwyn-Mayer qui en fait l'une des scénaristes les plus respectées et les mieux payées d'Hollywood ; c'est elle qui subvient aux besoins matériels du couple. Ensemble ils écrivent le scénario de Honky Tonk en 1941. Peu après, John Sanford se voit offrir un contrat par la Metro-Goldwin-Mayer ; son épouse le dissuade d'accepter et lui demande de se consacrer à son métier d'écrivain. Ce qu'il fait.
John Sanford est membre du Parti communiste, et sa femme, si elle l'accompagne dans quelques meetings, n'a jamais fait preuve d'un engagement sincère ; elle prend sa carte peu après sa rencontre avec John Sanford ; elle la rendra en 1947. Cette prise de position vaut au couple dans les années 1950, au début de la guerre froide, lorsque le maccarthisme sévit, d'être appelé à la Commission d'investigations anti-américaines. C'en est fini de la carrière cinématographique de John Sanford. Ils refusent tous les deux de donner des noms invoquant pour cela le cinquième amendement. Marguerite Roberts reste 9 années sur la Liste noire de Hollywood de 1951 à 1962. En 1957 les Sanford partent vivre à Montecito.
The People From Heaven écrit en 1943 est considéré comme le chef-d'œuvre de John Sanford. Ce roman raconte l'histoire d'un boutiquier d'une petite ville qui viole une afro-américaine, tabasse à mort un amérindien et essaie de chasser le seul Juif de la ville. Finalement il est tué par la femme noire. Carl Sandburg a loué ce roman, et le poète et romancier William Carlos Williams a dit à son sujet qu'il est « le livre le plus important publié depuis ces 20 dernières années »
John Sanford s'est ensuite détourné de la fiction pour aller vers le genre historique et autobiographique. Mais cette partie de son œuvre est bien à part, en cela qu'elle consiste en une galerie de petits portraits dramatisant l'histoire, et du coup la rendant plus accessible et vivante. En 1985 sort le premier volume autobiographique couvrant les années 1904 à 1927 : The Color of the Air: Scenes From the Life of an American Jew. Quatre autres volumes suivront. L'auteur reçoit un Pen award et le Los Angeles Times, Lifetime Achievement Award, pour cette œuvre. 
Marguerite Roberts meurt en 1989 et les dernières années de la vie de l'écrivain sont consacrées à écrire sur leur relation. Malgré des problèmes de vue, il continue à écrire un mois avant sa mort à l'âge de 98 ans.
Jack Mearns, un professeur de psychologie à l'Université d'État de Californie à Fullerton est son exécuteur testamentaire. John Sanford laisse trois livres non-publiés : A Dinner of Herbs sur les femmes qu'il a connu, A Citizen of No Mean City sur son père et Little Sister Spoken For raconte les 5 premières années de son mariage avec Marguerite Roberts. Il a aussi rédigé en partie un ouvrage intitulé Judas and Inquiry sur Martin Berkeley l'informateur qui donna plus de 150 noms (dont les Sanford) à la Commission d'Enquête en 1951.

## Œuvres
- (Julian L. Shapiro) The Water Wheel, The Dragon Press, 1933.
- The Old Man’s Place, New York, Albert and Charles Boni, 1935.
- Seventy times seven, New York, A. A. Knopf, 1939.
- The people from heaven, University of Illinois Press, 1996, 232 p. (lire en ligne) 1re édition en 1943.
- A man without shoes, Los Angeles, Plantin Press, 1951.
- The Land That Touches Mine, London, J. Cape, 1953.
- Every Island Fled Away, New York, Norton, 1964.
- The $300 man, Englewood Cliffs, Prentice-Hall, 1967.
- A More Goodly Country: A Personal History of America, New York, Horizon Press, 1975.
- Adirondack Stories, Santa Barbara, Capra Press, 1976.
- Intruders in paradise, University of Illinois Press, 1997, 209 p. (lire en ligne)
- View From this Wilderness: American Literature as History, Santa Barbara, Capra Press, 1977.
- To feed their hopes. A book of American women, University of Illinois Press, 1980.  (ISBN 0252008049)
- The Color of the Air, Santa Barbara, Black Sparrow Press, 1985.
- A Very Good Land to Fall with, Santa Rosa, Black Sparrow Press, 1987.
- Scenes from the life of an American Jew, Santa Barbara, Black Sparrow Press, 1985-1991.
- The winters of that country. Tales of the man made seasons, David R. Godine Publisher,, 1984, 349 p. (lire en ligne)
- The waters of darkness, David R. Godine Publisher, 1986, 289 p. (lire en ligne)
- A walk in the fire, David R. Godine Publisher, 1989, 323 p. (lire en ligne)
- Maggie: A Love Story, Fort Lee, N.J., Barricade Books, 1993.
- The view from Mt. Morris. A Harlem Boyhood, New York, Barricade Books, 1994.
- We have a little sister. Marguerite, the Midwest years, Capra Press, 1995.
- A book of American women, University of Illinois Press, 1996, 198 p. (lire en ligne)
- Tambour, University of Wisconsin Press, 2002.
- A Palace of Silver. A memoir of Maggie Roberts, Santa Barbara, Capra Press, 2003.
- (avec Jonathan Lethem et Nathanaël West) Miss Lonelyhearts and the Day of the Locust, New Directions Publishing, 2009, 191 p. (lire en ligne)